# Climax (bande dessinée)
Climax est une série de bande dessinée en quatre tomes dessinée par Luc Brahy, sur des scénarios d'Achille Braquelaire et Éric Corbeyran, parue chez Dargaud et dérivée de la série Imago Mundi des mêmes auteurs. Cette série a été lancée durant l'année polaire internationale, année durant laquelle la communauté internationale a produit un important effort de recherche pour mieux connaître notre planète et son évolution.
Lors d'une expédition scientifique en Antarctique pour étudier le réchauffement climatique, les méthodes de mesure utilisées par l'équipe Imago Mundi sont contestées. Mais les protocoles de recherche sont-ils bien tous respectés ? On suit alors l'enquête de Leia pour laver son équipe de ces accusations.

## Albums
1. Le désert blanc (2008)  (ISBN 978-2-505-00346-5)
2. Vostok (2008)  (ISBN 978-2-505-00471-4)
3. Les faiseurs d'aurore (2009)  (ISBN 978-2-505-00578-0)
4. Gakona, Alaska (2009)  (ISBN 978-2-505-00626-8)

## Prix
- 2010 : Prix Tournesol pour Le Désert blanc[1]